# Дели Вальдес, Хулио
Хулио Сесар Дели Вальдес (исп. Julio César Dely Valdés; род. 12 марта 1967, Колон) — панамский футболист и футбольный тренер. В качестве игрока известен по выступлениям за «Пари Сен-Жермен», «Малагу», «Насьональ» и сборную Панамы.
У Хулио есть брат-близнец Хорхе — также профессиональный футболист и тренер, а также старший брат Армандо.

## Клубная карьера
Дели Вальдес начал профессиональную карьеру в аргентинском клубе Примеры D «Депортиво Парагвайо». В своём дебютном сезоне он показал фантастическую результативность, забив в 33 матчах 28 мячей. В 1989 году Хулио перешёл в уругвайский «Насьональ», в составе которого выиграл чемпионат в 1992 году, а также дважды стал лучшим бомбардиром уругвайской Примеры.
Дели Вальдесом заинтересовались в Европе, и в 1993 году он перешёл в итальянский «Кальяри». За два сезона в Серии А Хулио стал лидером команды и в 1995 году принял приглашение французского «Пари Сен-Жермен». Вместе с тогдашними лидерами парижан бразильцами Леонардо и Раи он выиграл Кубок кубков, а также дважды стал серебряным призёром Лиги 1.
В 1997 году Дели Вальдес переехал в Испанию, где по три сезона отыграл за «Овьедо» и «Малагу». В составе «анчоусов» он выиграл Кубок Интертото и стал их лучшим бомбардиром в Ла Лиге за всю историю. В 2004 году Хулио вернулся в «Насьональ». В Уругвае он провёл полгода, а затем подписал контракт с «Арабе Унидо». «Унидо» стал первым клубом с исторической родины Дели Вальдеса в профессиональной карьере. В 2006 году Хулио завершил карьеру футболиста.

## Международная карьера
В 1990 году Дели Вальдес дебютировал за сборную Панамы. В 2005 году он в составе национальной команды принял участие в Золотом кубке КОНКАКАФ. На турнире Хулио сыграл в матчах против сборных США, Гондураса, ЮАР и дважды Колумбии. Он помог сборной завоевать бронзовые медали первенства.
Через 8 лет уже в качестве тренера Дели Вальдес повторил достижение, завоевав серебро Золотого кубка КОНКАКАФ.

## Достижения
Командные
 «Насьональ»
- Чемпионат Уругвая по футболу — 1992

 «Пари Сен-Жермен»
- Обладатель Кубка обладателей кубков — 1995/1996

 «Малага»
- Обладатель Кубка Интертото — 2002

Международные
 Панама
- Золотой кубок КОНКАКАФ — 2005

Индивидуальные
- Лучший бомбардир чемпионата Уругвая — 1991
- Лучший бомбардир чемпионата Уругвая — 1992

Тренерские
 Панама
- Золотой кубок КОНКАКАФ — 2013
- Золотой кубок КОНКАКАФ — 2011